# Port lotniczy Trelew
Port lotniczy Trelew (IATA: REL, ICAO: SAVT) – port lotniczy położony w Trelew, w prowincji Chubut, w Argentynie.

## Linie lotnicze i połączenia
- Aerolíneas Argentinas (Bahia Blanca, Buenos Aires-Jorge Newbery, Comodoro Rivadavia)